# 牛ヶ首峠
牛ヶ首峠（うしがくびとうげ）は、石川県小松市にある標高約420mの峠である。

## 概要
小松市南部の新丸地区と大杉谷地区との境に位置し、新丸地区の小松市新保町西部にそびえる兜山（標高1026.8m）と同地区の同市丸山町南西の堤ノ上（標高503.8m）とを結ぶ尾根筋の鞍部にある。当峠の東に位置する新丸地区は、加賀平野を流れる一級河川の手取川の支流の1つである大日川沿いに広がる同市最南端の地区である。また、西に位置する大杉谷地区は、一級河川梯川の支流の1つである大杉谷川の最上流部に広がっており、分水嶺となっている。新丸地区は大日川の渓谷が、大杉谷地区は大杉谷川の支流が形成する谷が峠の最頂部にそれぞれすぐ迫っている。

## 歴史
尾根筋が狭く長い地形であり、これが牛の首に似ていることから名づけられた。
新丸地区が福井藩領であった1601年（慶長6年）から1668年（寛文8年）までと、天領であった1668年（寛文8年）から1869年（明治2年）までは、隣接する大杉谷地区が加賀藩領であったことから峠は領境となり、麓の能美郡大杉村の山崎（のちの同郡大杉谷村大杉、現在の小松市大杉本町）には、1638年（寛永15年）に「大杉口関所」（口留番所）が設けられた。
天領時代から新丸地区内では林業（薪炭や材木など）が盛んであり、峠南部に位置する新丸地区の能美郡須能谷村（現在の小松市花立町）および同郡新保村（現在の小松市新保町）から小松町（現在の小松市中心部）に至る際は、当峠から大杉谷地区を経て小松に至るルート（大杉往来）が最短ルートとして使われてきた。しかし、同じ小松に至るルートとしては、当峠の北方にある西尾地区との境に位置する五百峠（郷谷往来）が先に開鑿され、1919年（大正8年）以降は自動車の通行が可能になったのに対し、当峠から大杉谷地区に至る大杉往来は、依然として人馬のみ通行可能なルートであった。
新丸村の村会議員や同村助役、同村村長、能美郡会議員などを歴任した小中定松（1863年（文久3年）8月22日 - 1919年（大正8年）12月18日）や昭和30年代に石川県知事に就いた田谷充実の尽力で、当峠を含む大杉谷からの経路を大きく改修し、自動車が通行できるように改良された。

## 現況

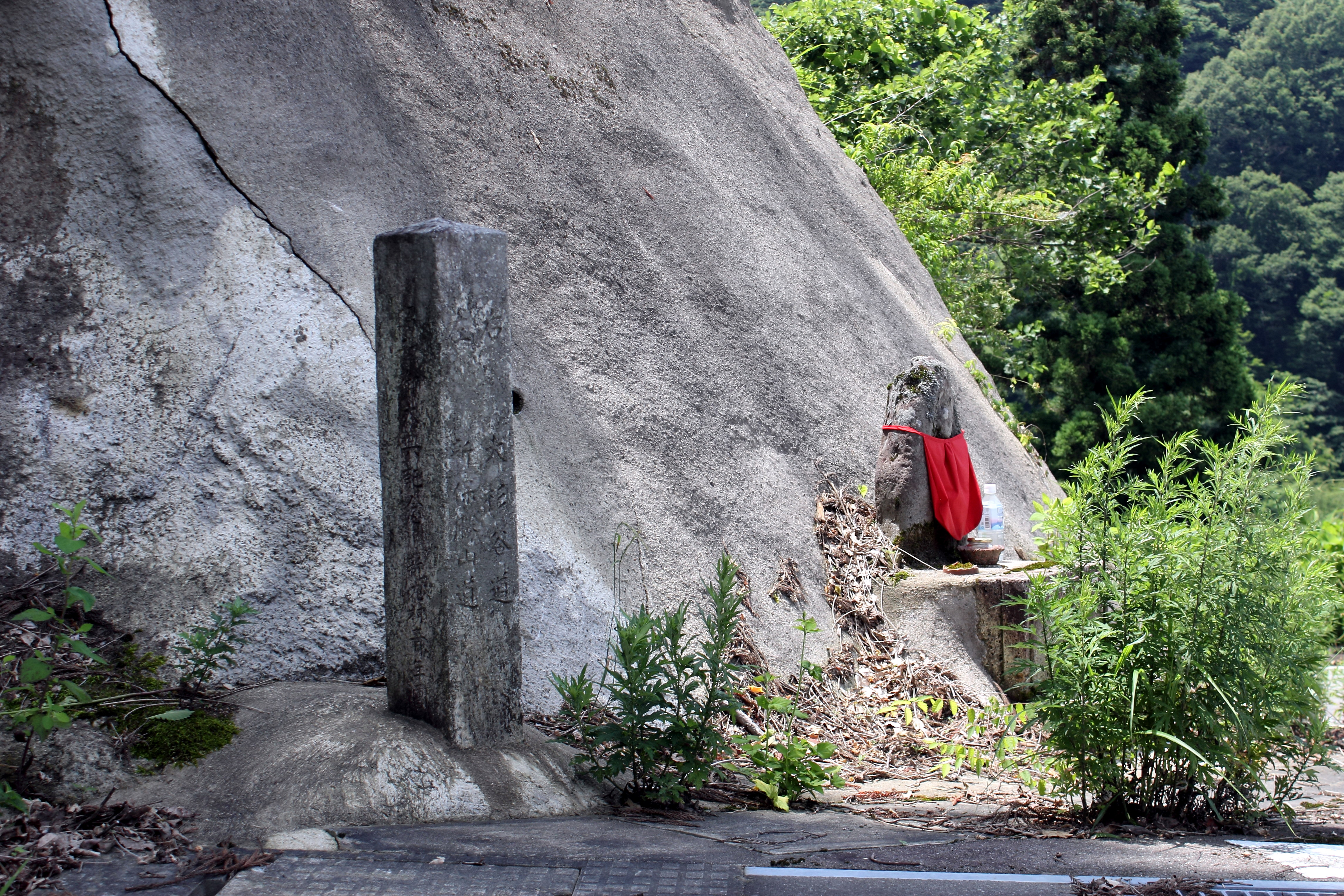
牛ヶ首峠にある道標とお地蔵さん

峠の最頂部は開けており、尾根筋の郷谷往来と大杉往来が交わる三叉路となっている。この三叉路の角には昭和御大典記念に当時の新丸村青年団が設置した道標が立てられ、またその脇には地蔵が祀られている。
郷谷往来（郡道小松新丸線）は1923年（大正12年）4月1日に丸山小松線（七十四號）および丸山勝山線（七十六號）としてそれぞれ県道に認定され、その後丸山勝山線（61号）、丸山上本折線（64号）、主要地方道小松勝山線を経て、現在の国道416号となっている。新丸地区内の国道416号の車道は概ね1車線であるものの、当峠前後の区間は2車線に拡幅されており、当峠から兜山へと続く南側の崖地は災害対策工事が施されている。
大杉往来は1923年（大正12年）4月1日に新丸小松線（七十三號）として県道に認定され、その後丸山長谷線（63号）を経て、現在の石川県道43号丸山加賀線となっている。石川県道43号丸山加賀線は当峠の最頂部の交差点が起点となっている。この起点から、麓である小松市大杉上町に常設されている異常気象時閉鎖ゲートまでの区間は1車線の幅員である。大杉谷川の谷を越えた地点までは急勾配の坂道とヘアピンカーブが続く。自動車の行き違いが困難な狭隘区間もあるため、ところどころに待避所が設置されている。
新丸地区から麓の各方面へ自動車で通行できる数少ないルートの1つでもあるが、新丸地区の過疎化が進行し、同地区全域が冬期無人集落となったことから、現在では冬季期間（概ね12月上旬から翌年4月下旬頃）は五百峠などとともに通行止めとなり、新丸地区への往来が完全に閉ざされる。

## 周辺
- 大日川